# Harmoniemesse
Die Harmoniemesse (Hob. XXII: 14) ist die letzte Messe und die letzte vollendete Komposition von Joseph Haydn (1732–1809). Sie entstand 1802 und steht ebenso wie die beiden vorangegangenen Messen (Theresienmesse, 1799, und Schöpfungsmesse, 1801) in B-Dur. Ihr Beiname, der sich auf die für damalige Verhältnisse großen Besetzung der Bläser (Harmoniemusik) bezieht, kam erst im späten 19. Jahrhundert auf.
Die Entstehung der Messe stand im Zeichen von Haydns fortgeschrittenen Alter und häufigen Krankheiten. Während er für die Komposition seiner früheren Messen teilweise nur zwei Monate benötigte, begann er dieses Werk bereits im Januar 1802, um noch am 14. Juni dem Auftraggeber Fürst Esterházy den Fortschritt der Arbeit zu vermelden:

„… indessen bin ich an der Neuen Mess sehr MÜHESAM fleißig, noch mehr aber FORCHTSAM, ob ich noch einigen beyfall werde erhalten können“

Die Messe wurde am 8. September 1802, zum Namenstag der Fürstin Esterhazy, in der Bergkirche zu Eisenstadt uraufgeführt und dauert etwa 46 Minuten. Die Besetzung umfasst vier Solostimmen, einen Chor, Streicher, Flöte, zwei Oboen, Klarinetten, Fagotte, Hörner, Trompeten, Pauken und Orgel.

## Werkbeschreibung
Die Messe basiert auf dem Ordinarium Missae, das Haydn in zwölf einzelne Sätze untergliederte:
Kyrie
01. Kyrie eleison. Poco adagio. Soli SATB, Chor und Orchester
Gloria
02.  Gloria in excelsis Deo. Vivace assai. Sopran solo, Tutti
03.  Qui tollis. Allegretto. Soli SATB, Tutti
04. Quoniam to solus sanctus. Allegro spiritoso. Soli SATB, Tutti
Credo
05. Credo in unum Deum. Vivace. Soli TB, Tutti
06. Et incarnatus est. Adagio. Soli SATB, Tutti
07. Et resurrexit. Vivace. Tutti
08. Et vitam venturi. Vivace. Soli SATB, Tutti
Sanctus
09. Sanctus. Adagio – Allegro. Soli SATB, Tutti
Benedictus
10. Benedictus. Allegro moderato - Allegro. Soli SATB, Tutti
Agnus Dei
11. Agnus Dei. Adagio. Soli SATB
12.  Dona nobis pacem. Allegro con spirito. Soli SATB, Tutti

## Aufnahmen (Auswahl)
| Jahr | Solisten                                                            | Chor und Orchester                                                         | Dirigent             | Label                   |
| ---- | ------------------------------------------------------------------- | -------------------------------------------------------------------------- | -------------------- | ----------------------- |
| 1966 | Erna Spoorenberg, Helen Watts, Alexander Young, Joseph Rouleau      | Choir of St. John’s College, Cambridge, Academy of St Martin in the Fields | George Guest         | Decca                   |
| 1973 | Judith Blegen, Frederica von Stade, Kenneth Riegel, Simon Estes     | Westminster Choir, New York Philharmonic                                   | Leonard Bernstein    | CBS (Sony)              |
| 1996 | Sandra Piau, Monika Groop, Christoph Prégardien, Harry van der Kamp | Choeur de chambre de Namur, La Petite Bande                                | Sigiswald Kuijken    | Deutsche Harmonia Mundi |
| 1997 | Nancy Argenta, Pamela Helen Stephen, Mark Padmore, Stephen Varcoe   | Collegium Musicum 90                                                       | Richard Hickox       | Chandos                 |
| 1999 | Eva Mei, Elisabeth von Magnus, Herbert Lippert, Oliver Widmer       | Arnold Schoenberg Chor, Concentus Musicus Wien                             | Nikolaus Harnoncourt | Teldec                  |
| 2000 | Ann Monoyios, Barbara Hölzl, Jörg Hering, Harry van der Kamp        | Tölzer Knabenchor, Tafelmusik Baroque Orchestra                            | Bruno Weil           | Sony                    |
| 2001 | Joanne Lunn, Sara Mingardo, Topi Lehtipuu, Brindley Sherratt        | The Monteverdi Choir, English Baroque Soloists                             | John Eliot Gardiner  | Philips                 |